# Србија на Светском првенству у атлетици у дворани 2014.
Србија је учествовала на 15. Светском првенству у атлетици у дворани 2014. одржаном у Сопоту од 7. до 9. марта.  У четвртом самосталном учешћу на светским првенствима у дворани, репрезентацију Србије представљала су 2 такмичара (1 мушкарац и 1 жена), који су се такмичили у две дисциплине. Поред спортиста у Сопот су отпутовали и њихови тренери: Никола Томашевић и Горан Обрадовић-Челе и физиотерапеут Александра Јоветић.,
Ово је било најуспешније светско првенство у дворани за српске атлетичаре. Ивана Шпановић је донела прву медаљу за српску атлетику на светским првенствима у дворани.
На овом првенству Србија је по броју освојених медаља делила 26. место са једном бронзаном медаљом.
У табели успешности (према броју и пласману такмичара који су учествовали у финалним такмичењима (првих 8 такмичара)) Србија је са 1 учесником у финалу делила 30. место са 6 бодова.
| Плас. | Земља  | 1. место | 2. место | 3. место | 4. место | 5. место | 6. место | 7. место | 8. место | Бр. финал. | Бод. |
| ----- | ------ | -------- | -------- | -------- | -------- | -------- | -------- | -------- | -------- | ---------- | ---- |
| =30.  | Србија | 0        | 0        | 1        | 0        | 0        | 0        | 0        | 0        | 1          | 6    |

## Учесници
| Мушкарци: - Асмир Колашинац, АК Партизан, Београд — Бацање кугле | Жене: - Ивана Шпановић, АК Војводина, Нови Сад — Скок удаљ |  |

## Освајачи медаља (1)

### Бронза (1)
- Ивана Шпановић — Скок удаљ

## Резултати

### Мушкарци
| Атлетичар       | Дисциплина   | Лични рекорд | Квалификација | Квалификација        | Финале               | Финале       | Детаљи |
| Атлетичар       | Дисциплина   | Лични рекорд | Резултат      | Место                | Резултат             | Место        | Детаљи |
| --------------- | ------------ | ------------ | ------------- | -------------------- | -------------------- | ------------ | ------ |
| Асмир Колашинац | Бацање кугле | 20,67 НР     | 20,04         | Није се квалификовао | Није се квалификовао | 13 / 18 (19) |        |

### Жене
| Атлетичарка    | Дисциплина | Лични рекорд | Квалификација | Квалификација | Финале   | Финале | Детаљи |
| Атлетичарка    | Дисциплина | Лични рекорд | Резултат      | Место         | Резултат | Место  | Детаљи |
| -------------- | ---------- | ------------ | ------------- | ------------- | -------- | ------ | ------ |
| Ивана Шпановић | Скок удаљ  | 6,92 НР      | 6,77          | 1 КВ          | 6,77     |        |        |